# Muzeum Miasta Mysłowice
Muzeum Miasta Mysłowice – muzeum mieszczące się w Mysłowicach. Placówka jest miejską jednostką organizacyjną i ma swą siedzibę na terenie Centralnego Muzeum Pożarnictwa w Mysłowicach
Muzeum powstało w 2006 roku na mocy uchwały Rady Miasta Mysłowice. W skład jego ekspozycji stałej wchodzą eksponaty z zakresu:
- archeologii, pochodzące z wykopalist prowadzonych na terenie miasta w latach 2001-2002,
- historii, zawierające wystawę fotografii miasta z okresu XX wieku oraz ekspozycje związaną z powstaniami śląskimi oraz historią mysłowickiego przemysłu,
- etnografii – w pomieszczeniach muzeum zostały zrekonstruowane wnętrza mieszkania z terenu Górnego Śląska z pierwszej połowy XX wieku (kuchnia, sypialnia i salon).

Muzeum jest obiektem całorocznym, czynnym z wyjątkiem poniedziałków. Wstęp jest płatny, z wyjątkiem niedziel (wstęp wolny).